# Karl von Wülknitz
Karl von Wülknitz, manchmal auch Carl von Wülcknitz, (* 10. November 1589 in Crüchern bei Köthen; † 28. Januar 1624 in Köthen) war ein Mitglied der Fruchtbringenden Gesellschaft.

## Leben

### Herkunft und Familie
Von Wülknitz war ein Sohn des Hans V. von Wülcknitz († 1622) und dessen Ehefrau Ursula von Nischwitz aus dem Haus Stentz († 1624). Er hatte einen Bruder, Christoph Ernst von Wülcknitz († 1641), Vater des Christoph Heinrich von Wülcknitz. Er heiratete Orania von Schaap, Tochter des Andreas von Schaap. Zwei Söhne des Ehepaars waren Wilhelm von Wülcknitz und Ludwig von Wülcknitz, ein Oberamtmann und ebenfalls ein Mitglied der Fruchtbringenden Gesellschaft. Ein Urenkel war Erdmann Ludwig von Wülcknitz, ein Amtshauptmann.

### Karriere
Von Wülknitz diente als Page des Benno Friedrich Brands von Lindau, welcher ebenfalls ein Mitglied der Fruchtbringenden Gesellschaft wurde. Er wirkte seit 1614 als Hofjunker und wurde 1617 zum fürstlichen Stallmeister und zum Aufseher über den Hof Ludwigs von Anhalt-Köthen ernannt. Auch wirkte er als Kornett der Ritterschaft in Köthen.
Von Wülknitz wurde 1623 ein Mitglied der Fruchtbringenden Gesellschaft, wo er den Spitznamen „der Unschädliche“ und einen Feigenbaum zum Lemma „Fruchtet ohne blüet“ erhielt. Am 9. Januar 1624 traf er sich mit mehreren Mitgliedern der Gesellschaft und war bei der Eindeutschung des Wortes Materia in Zeug beteiligt.